# Лу (держава)

Лу (Лу ґо 魯國, близько 1042—249 до н. е.) — країна у стародавньому Китаї, переважно на території сучасної провінції Шаньдун. Батьківщина Конфуція та, ймовірно, Мо-цзи. Відома як місце створення найдавнішої хроніки Китаю, літопису Чуньцю.

## Географія
Князівство Лу займало центральну та південно-західну частини сучасного Шаньдуну, а також трохи земель, що зараз належать до провінцій Хенань, Цзянсу та Аньхой. На північному кордоні Лу знаходилася гора Тай 泰山, яка була важливим ритуальним центром ще за часів династії Шан, 1600—1046 до н. е.). Столицю Лу, Цюйфу, було засновано на місці шанського укріпленого поселення Янь zh:商奄.
Опріч Цюйфу, славою у тодішньому Китаї користувався район Бянь 卞, де народжувалися сильні воїни. Одним з таких був учень Конфуція Цзи Лу.

## Історія
Історія Лу нараховує близько 800 років, за які у державі змінилося 36 володарів (ґунів 公) з 25-и поколінь.
Князівство Лу виникло за часів регентства Чжоу-ґуна. Першим володарем князівства був його син, Бо Цінь 伯禽 (трад. 1115—1063 до н. е.), також відомий за іменем Ціньфу 禽父 (Bo Qin). Заснування Лу мало геополітичну рацію, оскільки князівство стало форпостом між політичною сферою Чжоу та державами Сюй 徐 (Xu) та Лай 萊 (Lai), населення яких складалося зі «східних варварів» дун'ї. Рання історія Лу була пов'язана із Сун 宋 (11 ст. — 286 до н. е.), куди володарі Чжоу поселили рештки нащадків попередньої династії. Початково Лу знаходилося на захід від Сун, але після невдалого повстання шанців в останньому (Rebellion of the Three Guards) Лу було перенесено на схід від нього.
За часів Чуньцю (771—476 до н. е.) князівство Лу перетворилося на сильну державу, яка боролася за домінантне положення у регіоні із своїм північним сусідом, князівством Ці 齊 (1046—221 до н. е.). Найбільш відомим епізодом історії Лу цього періоду стала битва при Чаншао zh:長勺之戰 (648 до н. е.), коли 16-й володар Лу, Чжуан-ґун zh:魯莊公 спричинив поразку Ці та продемонстрував могутність своєї держави.
Згодом владу князів Лу було значно ослаблено через суперечки трьох кланів (Three Huans), що виникли у наслідок спадкоємницької кризи після загибелі 15-го володаря Лу, Хуань-ґуна (zh:鲁桓公, правл. 711—694 до н. е.). Через конфронтацію з трьома кланами 25-й володар Лу, Чжао-ґун (zh:魯昭公, правл. 541—510 до н. е.) був вимушений утекти до Ці, де й помер. Свідками цього занепаду легітимної влади у Лу стали Конфуцій (551—479 до н. е.) та його учні. Вже після смерті Конфуція втечею з країни, з тієї ж причини протистояння з трьома кланами, закінчив своє правління 27-й володар, Ай-ґун (zh:魯哀公 494—467 до н. е.).
Князівство було анексоване держави Чу (1010—223 до н. е.), але згодом увійшло до об'єднаної території імперії Цінь. У період боротьби із Цінь титул князя Лу було даровано імператором Чу (Emperor Yi of Chu) Сян Юєві (232—202 до н. е.). За часів імператора Хань Пін-ді (9 до н. е. — 6 н. е.) та Ван Мана нащадки останнього володаря Лу отримали титул Баолу-хоу (zh:褒鲁侯).

## Економіка
Вжиток заліза у Лу зафіксовано починаючи з 493 до н. е. Починаючи з 490 (?) розповсюджуються прямі податки.

## Сучасний вжиток назви
Незважаючи на негативні коннотації («дурний, слабкий» ), «Лу» дотепер широко вживається як китайське прізвище, а також як скорочена назва провінції Шаньдун (напр., на автомобільних номерах).